# Friederike Feldmann
Friederike Feldmann (* 1962 in Bielefeld) ist eine deutsche Malerin.

## Leben und Werk
Friederike Feldmann ist in Bielefeld aufgewachsen und lebt in Berlin. Sie studierte an der Universität der Künste Berlin bei Wolfgang Ludwig und Achim Freyer. Von 2003 bis 2004 lehrte Feldmann als Gastprofessorin für Malerei an der Hochschule für Bildende Künste Braunschweig und von 2008 bis 2012 als Professorin an der Kunsthochschule Kassel. 2012 folgte sie einem Ruf als Professorin an die Kunsthochschule Berlin-Weißensee.
1994 stellte Friederike Feldmann kleine aquarellierte Reminiszenzen von Meisterwerken der Moderne als „Sammlung Feldmann“ aus und begann mit gefärbtem Silikon Barockaltäre, Berglandschaften oder das legendäre Bernsteinzimmer zu formen. Ihre Fokussierung vor allem malerischer Kernaspekte wie Gestus, Textur und Repräsentation setzte sie mit Gemälden fort, die im pastosen Farbauftrag wie geknüpfte orientalische Teppiche aussehen, dabei teils sogar abgewetzt erscheinen, also Zeitspuren nachahmen (Serie Ten Years After, 2004–06). 2005 fand die Einzelausstellung Neue Teppiche – Ten Years After in der Kunsthalle Bielefeld statt. Mit der Ausstellung Die Autorin (2011) fand Friederike Feldmann ein neues Thema, das eng an ihre bisherige Arbeit anknüpfte. Die Leere großer Leinwände und kleinerer Papierformate wurde in flüssig-handschriftlichem Gestus mit Linien überzogen. Diese suggerieren das geschriebene Wort, bleiben aber irritierend knapp unterhalb von Lesbarkeit. In neueren Werkserien spielen Erinnerung und Zeichnung zentrale Rollen. Sie animieren die Künstlerin zur schnellen Skizze von kunstgeschichtlichen Porträts oder zur Vertiefung in die Bildwelten von Wilhelm Busch.

## Publikationen
- Friederike Feldmann: Silikon. Enthält den Essay In rauher Manier. Friederike Feldmann und eine Geschichte der Malerei von Michael Glasmeier und Annelie Lütgens, Vice Versa Verlag, Berlin 2003, ISBN 3-932809-34-3
- Friederike Feldmann: Die Wände. Textem Verlag, Hamburg 2022, ISBN 978-3-86485-273-2.

## Einzel- und Gruppenausstellungen (Auswahl)
- 2023: Phantoms and Other Illusions, Kai 10/Arthena Foundation, Düsseldorf Wilhelm Busch, Ein rechter Maler, klug und fleißig trägt stets nen spitzen Bleistift bei sich, Schloss Britz, Berlin
- 2022: Myths and dreams from Elgiz Collection, Arkas Art Center, Izmir Tiefenschärfe, Kunstmuseum Solothurn Brut, Zentrum für interdisziplinäre Forschung, Bielefeld (solo) Starkes Duo, Haus Kunst Mitte, Berlin Roter Faden Grüner Zweig, Galerie AllerArt, Bludenz (mit Alexander Wagner)
- 2021: Friederike Feldmann/Max Beckmann Nachtgedanken, Pinakothek der Moderne, Staatliche Graphische Sammlung, München Bochumer Notizen, Provinz Editionen, Bochum (solo) The Body Of Drawing ⌗2 – Körper/Bodies oqbo Berlin Biennial Krasnojarsk, Krasnoyarsk Museum Center, Sibiria All I think about is you, Galerie Georg Nothelfer, Berlin
- 2020: No Pop No Style Simply Waves, with Frieder Butzmann, Neuer Kunstraum Düsseldorf Printemps, Galerie Barbara Weiss, Berlin (solo) skin pink, adhoc, Bochum (solo) Freitod, Kunstsäle Berlin Kunst am Bau, Öffentlicher Raum, Berlin
- 2019: Notebook, 56 Henry, NYC In bester Gesellschaft, Kupferstichkabinett, Kulturforum, Berlin Etwas kam auf uns zu, Englische Straße 29 Berlin Trails of Blood, Osterfestival Imago Dei, Klangraum Krems, Minoritenkirche Wellen, cooperation with Christian Schwarzwald, SMAC Berlin Natalie Czech/Friederike Feldmann, Kindl Zentrum für zeitgenössische Kunst, Berlin Grammaires fantômes, Maison de Heidelberg, Montpellier
- 2018: Creme, Galerie Ebensperger, Salzburg (solo) Abenteuer Freundschaft, Kunstsaele, Berlin Creme, Farbvision, Berlin (solo) Erzeichnen, Galerie Inga Kondeyne, Berlin
- 2017: Art And Alphabet, Hamburger Kunsthalle; Wilhelm Busch und ich, Kunstsaele, Berlin
- 2016: Spööldeel, Oldenburger Kunstverein; Pictura + Poesis, Kunstverein Gera
- 2015: Disegno, Zeichenkunst für das 21. Jahrhundert, Kupferstichkabinett Dresden; Walk The Line, Kunstmuseum Wolfsburg; Trouble in Painting, BBB Centre D’art, Toulouse
- 2014: Retoucher le Palais, Künstlerhaus Palais Thurn und Taxis, Bregenz
- 2013: Wall Works, Hamburger Bahnhof, Berlin; Kunst & Textil, Kunstmuseum Wolfsburg; Painting Forever, Kunstwerke Berlin; Chère Vitrine, Brandenburgischer Kunstverein, Potsdam
- 2012: From the Age of Poets, Aanant & Zoo, Berlin; Natural Flavour, Ricou Gallery, Brussels, Belgium; Text, Textile, Texture, Galerie Barbara Weiss, Berlin
- 2011: Die Autorin, Galerie Barbara Weiss, Berlin; Control, Magazin 4, Bregenz
- 2010: Untitled (Ohne Titel), Neue Gesellschaft für Bildende Kunst, Berlin
- 2009: Access All Areas, a drawing exhibition Galerie Max Hetzler, Berlin; Leichtigkeit und Enthusiasmus, Junge Kunst und die Moderne, Kunstmuseum Wolfsburg
- 2007: bekannte Wand, Kunstverein Friedrichshafen; Making and Finding, The Foundation To-Life, Inc. Exhibition Space, New York; 50 Jahre documenta, archive in motion 1955–2005, Shanghai MOMA
- 2006: Chambre de la Reine, Galerie Barbara Weiss, Berlin; Neobarocco, Galeria Leme, Sao Paulo; MeltemofIstanbul, Elgiz Museum of Contemporary Art, Istanbul
- 2005: Neue Teppiche, Kunsthalle Bielefeld, Bielefeld; 50 Jahre documenta, archive in motion 1955–2005, Kunsthalle Fridericianum Kassel